# Нурсултанов, Куандык Асхатулы
Куандык Асхатулы Нурсултанов (каз. Қуандық Асхатұлы Нұрсұлтанов; род. 24 апреля 1999, Актау) — казахстанский футболист, полузащитник клуба «Улытау».

## Карьера
Воспитанник мангистауского футбола. Футбольную карьеру начинал в 2018 году в составе клуба «Каспий» в первой лиге. 19 марта 2018 года в матче против клуба «Кыран» дебютировал в кубке Казахстана (3:3). 1 июля 2020 года в матче против клуба «Тобол» Костанай дебютировал в казахстанской Премьер-лиге (0:2), выйдя на замену на 46-й минуте вместо Бекзата Кабылана.

## Достижения
«Каспий»
- Серебряный призёр Первой лиги Казахстана: 2019

## Статистика
| Клуб             | Сезон            | Лига | Лига | Кубки | Кубки | Еврокубки | Еврокубки | Итого | Итого |
| Клуб             | Сезон            | Игры | Голы | Игры  | Голы  | Игры      | Голы      | Игры  | Голы  |
| ---------------- | ---------------- | ---- | ---- | ----- | ----- | --------- | --------- | ----- | ----- |
| Каспий           | 2018             | 27   | 1    | 2     | 0     | —         | —         | 29    | 1     |
| Каспий           | 2019             | 9    | 1    | 1     | 0     | —         | —         | 10    | 1     |
| Каспий           | 2020             | 1    | 0    | —     | —     | —         | —         | 1     | 0     |
| Каспий           | 2021             | 0    | 0    | 1     | 0     | —         | —         | 1     | 0     |
| Каспий           | 2022             | 4    | 0    | 2     | 0     | —         | —         | 6     | 0     |
| Каспий           | Итого            | 41   | 2    | 6     | 0     | —         | —         | 47    | 2     |
| → Каспий М       | 2020             | 3    | 0    | —     | —     | —         | —         | 3     | 0     |
| → Каспий М       | 2021             | 15   | 2    | —     | —     | —         | —         | 15    | 2     |
| → Каспий М       | 2022             | 5    | 0    | —     | —     | —         | —         | 5     | 0     |
| → Каспий М       | Итого            | 23   | 2    | —     | —     | —         | —         | 23    | 2     |
| Улытау           | 2023             | 18   | 1    | 3     | 0     | —         | —         | 21    | 1     |
| Улытау           | 2024             | 22   | 2    | 2     | 0     | —         | —         | 24    | 2     |
| Улытау           | Итого            | 40   | 3    | 5     | 0     | —         | —         | 45    | 3     |
| Всего за карьеру | Всего за карьеру | 104  | 7    | 11    | 0     | —         | —         | 115   | 7     |